# 王天佑
王天佑（1942年—），男，汉族，河南新乡人，中华人民共和国胸心血管外科专家，第十一届全国人民代表大会北京地区代表。

## 生平
毕业于北京医学院医疗系。2008年，当选为全国人大代表。